# IC 427
IC 427 est une nébuleuse par réflexion de la constellation d'Orion.
Il s'agit d'une section de la grande nébuleuse obscure connue sous le nom de LDN 1641, qui s'étend au sud de la nébuleuse d'Orion et abrite un grand nombre d'objets HH et plusieurs étoiles variables connues, parmi lesquelles se distingue V380 Orionis, une étoile Ae/Be de Herbig très jeune et chaude. IC 427 est située juste au nord de la nébuleuse NGC 1999, celle qui entoure cette étoile et qui serait également responsable de l'illumination des nébuleuses environnantes. Sa distance, égale à ∼ 1 500 a.l. (∼ 460 pc), la place dans la région du complexe d'Orion.
LDN 1641 contient également une riche population stellaire encore enveloppée de gaz, dont les composantes sont observables notamment dans la bande K en infrarouge. La partie nord, LDN 1641 nord, est particulièrement étudiée en raison de la présence d'une importante population de protoétoiles et d'étoiles T Tauri : dans ce secteur les étoiles les plus anciennes sont deux géantes jaunes dont l'âge est d'environ 6 Ma, auxquelles s'ajoutent une dizaine d'étoiles d'un âge inférieur à 2 Ma.